# Constantin Piron
Pour les articles homonymes, voir Piron.
Constantin Piron (né à Paris le 5 juin 1932 - mort le 9 mai 2012 à Chexbres) est un physicien de nationalité belge mais qui a exercé toute sa carrière en Suisse. 
Docteur ès sciences de l'université de Lausanne, sous la direction de Ernst Stueckelberg et de Josef-Maria Jauch, il rédige en 1963 sa thèse sur la logique quantique, Axiomatique quantique, et développe les méthodes de Jauch (dite « approche de Genève ») sur les fondements de la mécanique quantique. 
Il soutient la théorie des trois axiomes de la mécanique quantique qui est une théorie concurrente de celle des postulats de la mécanique quantique pour expliquer la mécanique quantique. 
On lui doit notamment le théorème de Piron en logique quantique qui définit un treillis de Piron. 
Il devient professeur assistant au département de physique théorique de l'université de Genève en 1969 et professeur ordinaire en 1974. Il prend sa retraite en 2000.

## Publications
- « Axiomatique quantique », Helvetica Physica Acta, no 37,‎ 1964 (DOI 10.5169/seals-113494, lire en ligne)
- (en) Observables in General Quantum Theory: Lectures Delivered at the International School of Physics "Enrico Fermi", Foundations of Quantum Mechanics, Institut de physique théorique, 1970
- (en) Foundations of Quantum Physics : Frontiers in Physics, Massachusetts, USA, W. A. Benjamin Inc., 1976, 123 p. (ISBN 080537941X)
- Mécanique quantique : bases et applications, Presses polytechniques et universitaires romandes, 1998, 2e éd. (1re éd. 1990), 202 p. (ISBN 2880743990)
- Méthodes quantiques : Champs, N-corps, diffusion, Presses polytechniques et universitaires romandes, 2005, 98 p. (ISBN 2880746116)